# Suite pastorale
La Suite pastorale è una composizione orchestrale del musicista francese Emmanuel Chabrier, scritta nel 1888. È tratta da quattro dei suoi Pièces pittoresques del 1880. L'esecuzione dura normalmente meno di 20 minuti.

## Storia
Tra il 1881 e il 1888 Chabrier orchestrò Idylle, Danse villageoise, Sous-bois e Scherzo-valse per formare la Suite pastorale. La suite fu eseguita, contemporaneamente alla Joyeuse Marche per la prima volta il 4 novembre 1888, dall'Associazione artistique d'Angers, diretta dallo stesso Chabrier.

## Strumentazione
La strumentazione è: 2 flauti (uno raddoppiato dall'ottavino), 1 oboe, 2 clarinetti in si ♭ e la, 2 fagotti - 2 corni in fa e mi, 2 cornetti "à pistons" in do, 3 tromboni (solo lo Scherzo-Valzer) - timpani, grancassa, triangolo - arpa, archi.

## Movimenti
- Idylle
- Danse villageoise
- Sous bois
- Scherzo-valzer

## Opere collegate
Orchestrazione di 4 (nn.6, 7, 4 e 10) dei 10 Pièces pittoresques per pianoforte.